# المركز الوطني للمخطوطات (أدرار)
المركز الوطني للمخطوطات بأدرار هو مؤسسة عمومية ذات طابع إداري يتمتع بالشخصية المعنوية والاستقلال المالي، و هو تحت وصاية الوزير المكلف بالثقافة.
أنشئ بمرسوم تنفيذي رقم 06 -10 مؤرخ في 15 ذي الحجة عام 1426 هـ الموافق لـ 15 يناير سنة 2006.

## مهام المركز
- حفظ المخطوطات بالطرق العلمية الحديثة.
- إجراء جرد عام للمخطوطات وتصنيفها .
- القيام بفهرسة علمية للمخطوطات.
- تحقيق أهم المخطوطات من طرف الباحثين المختصين .
- تحديد الخريطة الوطنية للمخطوط .
- دراسة مكونات المخطوطات ( الورق. الحبر. صناعة أدوات الكتابة .صناعة الكتاب )
- إدماج التراث الفكري في الإطار الاقتصادي والسياحي .
- إبراز القدرات الفكرية والإبداعات الفنية المحلية من خلال المخطوط ( فن الخط. علم النقوش .التنميق)
- توفير أحسن وأنسب الأوعية لحفظ المخطوط.
- تنمية الوعي بأهمية المخطوط والحفاظ عليه كهوية حضارية وثقافية للفرد والمجتمع .
- اقتناء جميع الوسائل الضرورية لنشاطه .
- إبرام جميع الاتفاقيات والعقود مع الهيئات الوطنية والدولية .
- تحديد واختيار الرسالة الإعلامية المناسبة للتعريف بالقيمة العلمية والتراثية للمخطوط .

## النظام الداخلي للمركز
القرار الوزاري المشترك مؤرخ في 05 رجب 1429 الموافق 08 يوليو 2008 يتضمن التنظيم الداخلي للمركز الوطني للمخطوطات .
والذي بموجبه تم تقسيم المركز إلى أربعة أقسام وكل قسم به مصالح وهي كما يلي:
1. قسم الإدارة و الوسائل
2. قسم الجرد والبحث
3. قسم الحفظ
4. قسم التنشيط

قسم الإدارة و الوسائل
- مصلحة الموارد البشرية و المالية
- مصلحة الوسائل العامة

 قسم الجرد و البحث
- مصلحة جرد المخطوطات
- مصلحة الدراسات والبحث
- مصلحة النشر

قسم الحفظ
- مصلحة الحفظ الوقائي
- مصلحة الترميم
- مصلحة التصوير الآلي

 قسم التنشيط و المبادلات الثقافية
- مصلحة المبادلات الثقافية و العلمية
- مصلحة التنشيط و الاتصال

## وصلات خارجية
- أخبار جنوب الجزائر أدرار: دورة تكوينية حول التجليد الفني الإسلامي للمخطوطات
- جزايرس تراث: ضرورة توطيد العلاقات بين المركز الوطني للمخطوطات و الخزائن المتواجدة بجنوب البلاد